# Bobby Barnes
David Oswald Barnes, più conosciuto con il soprannome Bobby Barnes (Kingston upon Thames, 3 settembre 1962) è un ex calciatore inglese, di ruolo attaccante.

## Biografia
Suo nipote Giles è a sua volta un calciatore professionista.

## Caratteristiche tecniche
Era un'ala molto veloce e dotata di un ottimo dribbling.

## Carriera
Firma il suo primo contratto professionistico con il West Ham Utd, club di cui era tifoso da bambino e con cui nella stagione 1980-1981 vince una FA Youth Cup. Gioca la sua prima partita da professionista il 17 settembre 1980 nell'incontro di Coppa delle Coppe vinto per 3-1 sul campo del Real M. Castilla. Tre giorni più tardi, segna invece una rete in una partita del campionato di seconda divisione (che il club concluderà al secondo posto in classifica, con conseguente promozione in prima divisione) vinta per 3-2 in casa contro il Watford. Complessivamente, chiude la stagione 1980-1981 con 6 presenze ed una rete in campionato, una presenza in Coppa di Lega e la già citata presenza in Coppa delle Coppe. Nella stagione seguente esordisce invece in prima divisione: in particolare, la sua prima presenza (su 3 totali in stagione) risale al 17 dicembre 1983, in una sconfitta casalinga con il punteggio di 2-1 contro l'Arsenal. Continua a venire impiegato con scarsa frequenza anche nella stagione 1982-1983, nel corso della quale la sua unica presenza in partite ufficiali risulta di fatto essere la vittoria casalinga per 2-1 del 29 novembre 1982 nel terzo turno di Coppa di Lega contro il Lincoln City.
A partire dalla stagione 1983-1984 inizia invece a giocare con maggior frequenza: tra il 31 gennaio ed il 4 febbraio del 1984 segna peraltro due reti, la prima nel replay del quarto turno di FA Cup vinto per 2-0 in casa contro il Crystal Palace e la seconda nella partita di campionato vinta per 3-0 in casa contro lo Stoke City; oltre ad essere le sue prime due reti in stagione (quella contro lo Stoke era anche la prima di sempre in prima divisione), sono le sue prime reti in partite ufficiali tra i professionisti dopo quella contro il Watford del settembre del 1980, ovvero tre anni e mezzo prima. Nel complesso, termina la stagione 1983-1984 con 13 presenze e 2 reti in prima divisione e 4 presenze ed una rete in FA Cup. L'anno seguente viene poi impiegato con frequenza ancora maggiore: realizza infatti 2 reti in 20 presenze nella First Division 1984-1985, giocando in aggiunta anche 2 partite nella FA Cup 1984-1985 e 2 partite in Coppa di Lega. Nella stagione 1985-1986 gioca invece un'unica partita, subentrando dalla panchina nella partita di campionato del 7 settembre 1985 pareggiata con il punteggio di 2-2 sul campo dello Sheffield Weds: viene poi ceduto in prestito allo Scunthorpe Utd, con cui nel novembre del 1985 gioca 6 partite in quarta divisione; torna quindi al West Ham, che però nel marzo del 1986 dopo alcuni mesi senza ulteriori presenze in partite ufficiali lo cede a titolo definitivo per 15000 sterline all'Aldershot, altro club di quarta divisione. Barnes lascia quindi gli Hammers dopo 43 presenze e 5 reti in partite di campionato (di cui 37 presenze e 4 reti in prima divisione) e complessive 54 presenze e 6 reti fra tutte le competizioni ufficiali.
Con l'Aldershot Barnes fin da subito ottiene risultati brillanti, sia a livello di squadra (il club vincendo i play-off viene infatti promosso in terza divisione al termine della stagione 1986-1987, la sua prima intera nel club) sia a livello individuale: tra il marzo del 1986 e l'ottobre del 1987 Barnes mette infatti a segno 26 reti in 49 partite di campionato con gli Shots, venendo poi ceduto allo Swindon Town, club di seconda divisione, per 50000 sterline più Steve Berry come ulteriore contropartita tecnica; nella stagione 1987-1988 gioca spesso da titolare (pur essendo arrivato in squadra a stagione in corso gioca infatti 28 partite di campionato) e soprattutto mette a segno 10 reti, 6 delle quali in altrettante partite tra il 31 ottobre e il 1º dicembre 1987. Nella stagione 1988-1989 realizza invece 3 reti in 17 presenze, per poi nel marzo del 1989 venire ceduto per 110000 sterline al Bournemouth, club di terza divisione, dove nel resto della stagione gioca però 14 partite senza mai segnare, tanto che nell'estate del 1989 cambia nuovamente maglia, passando per 70000 sterline al Northampton Town, club di terza divisione, con cui nella stagione 1989-1990 retrocede in quarta divisione. Resta comunque ai Cobblers per ulteriori due stagioni in questa categoria, contribuendo con le sue reti ad evitare un'ulteriore retrocessione: nell'arco di tre stagioni va infatti in rete per 37 volte in 98 partite di campionato, venendo poi ceduto nel febbraio del 1992 a causa delle difficoltà economiche del club per sole 35000 sterline al Peterborough Utd, club di terza divisione, con cui conclude la stagione 1991-1992 vincendo i play-off e quindi conquistando la promozione in seconda divisione, categoria in cui continua a giocare con i Posh fino al febbraio del 1994, per complessive 49 presenze e 9 reti in partite ufficiali con il club biancazzurro. Nel febbraio del 1994 si trasferisce poi in Scozia, al Partick Thistle, dove conclude la stagione 1993-1994 giocando 7 partite nella prima divisione scozzese. Dopo una stagione trascorsa ad Hong Kong nella prima divisione locale torna invece in patria, al Torquay Utd, con cui rimane però in squadra per un solo mese, giocando una partita in quarta divisione, che risulta essere la sua presenza numero 313 (con 90 reti segnate) in carriera nei campionati della Football League, oltre che l'ultima: si ritira infatti solamente al termine della stagione 1995-1996, ma di fatto trascorre gli ultimi due anni di carriera giocando in club semiprofessionistici inglesi, senza peraltro mai giocare con grande frequenza.

## Palmarès

### Club

#### Competizioni nazionali
- Hong Kong Football Association Cup: 1

H.K. Rangers: 1994-1995

#### Competizioni giovanili
- FA Youth Cup: 1

West Ham: 1980-1981